# Jacob van Swanenburgh

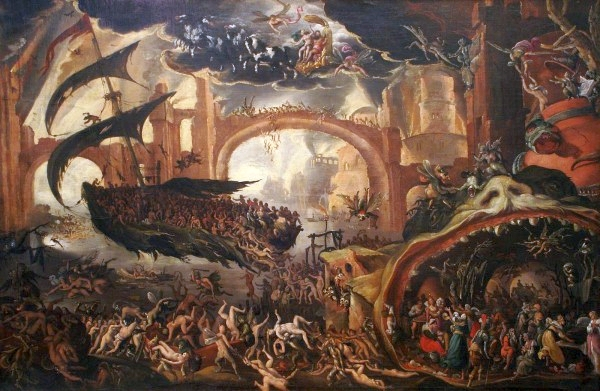
Łódź Charona (ok. 1625)

Jacob Isaacsz. van Swanenburgh (ur. 21 kwietnia 1571 w Lejdzie, zm. 16 października 1638 w Utrechcie) – holenderski malarz okresu baroku.

## Życiorys
Był synem i uczniem malarza Issaca van Swaneburgha (1537–1624). W latach 1591–1618 przebywał we Włoszech (Wenecja, Rzym, Neapol). Specjalizował się w widokach architektonicznych Rzymu oraz wizyjnych przedstawieniach piekieł. W latach 1619–1623 był pierwszym nauczycielem Rembrandta.
W Muzeum Narodowym w Gdańsku znajduje się jego obraz Łódź Charona.